# 대한민국 민법 제841조
대한민국 민법 제841조는 부정으로 인한 이혼청구권의 소멸에 대한 제척기간을 정한 민법 친족법 조문이다.

## 조문
제841조 (부정으로 인한 이혼청구권의 소멸) 전조제1호의 사유는 다른 일방이 사전동의나 사후용서를 한 때 또는 이를 안 날로부터 6월, 그 사유있은 날로부터 2년을 경과한 때에는 이혼을 청구하지 못한다.

## 판례
- 민법 제841조가 배우자에 대한 재판상 이혼청구권이 아닌 제3자에 대한 민법 제750조에 따른 손해배상청구권에도 적용되지 않는다.[1]
- 성병에 걸린 사실 만으로는 피고가 부정행위를 하였고 그 과정에서 성병에 걸려 원고에게 전염되었다는 사실까지 인정하기는 어렵다[2]
- 간통의 유서는 민법 제841조에 규정된 사후용서와 같은 것으로 상대방의 간통사실을 알면서도 혼인관계를 지속시킬 의사로 악감정을 포기하고 책임을 묻지 않겠다는 뜻을 표시하는 일방행위이다.[3]
- 형법 제241조 제2항에서 이르는 유서는 민법 제841조에 규정되어 있는 사후용서와 같은 것으로서, 배우자의 일방이 상대방의 간통사실을 알면서도 혼인관계를 지속시킬 의사로 악감정을 포기하고 상대방에게 그 행위에 대한 책임을 묻지 않겠다는 뜻을 표시하는 일방행위이다[4]
- 민법 제841조 소정의 제척기간은 부정행위를 원인으로 한 이혼청구권의 소멸에 관한 규정으로서 이는 부권침해를 원인으로 하여 그 정신상 고통에 대한 위자료를 청구하고 있는 경우에는 적용될 수 없다.[5]

## 참고 문헌
1. ↑  광주지방법원 2023. 5. 23. 선고 2022가단525530
2. ↑  수원가정법원 2020. 5. 27. 선고 2018드단507148 판결
3. ↑  헌법재판소 2015. 2. 26. 선고 2009헌바17 전원재판부
4. ↑  대법원 1991. 11. 26. 선고 91도2049 판결
5. ↑  대법원 1985. 6. 25. 선고 83므18 판결

## 같이 보기
- 이혼
- 불륜